# Połczyno (gromada)
Połczyno – dawna gromada, czyli najmniejsza jednostka podziału terytorialnego Polskiej Rzeczypospolitej Ludowej w latach 1954–1972.
Gromady, z gromadzkimi radami narodowymi (GRN) jako organami władzy najniższego stopnia na wsi, funkcjonowały od reformy reorganizującej administrację wiejską przeprowadzonej jesienią 1954 do momentu ich zniesienia z dniem 1 stycznia 1973, tym samym wypierając organizację gminną w latach 1954–1972.
Gromadę Połczyno z siedzibą GRN w Połczynie utworzono – jako jedną z 8759 gromad na obszarze Polski – w powiecie wejherowskim w woj. gdańskim na mocy uchwały nr 26/III/54 WRN w Gdańsku z dnia 5 października 1954. W skład jednostki weszły obszary dotychczasowych gromad Połczyno, Brudzewo i Darżlubie oraz miejscowość Zdrada i obszar obrębu Darżlubie-Las (karta mapy 6, parcele Nr Nr: 38/10, 40/13, 40/18 i 42/18) z dotychczasowej gromady Mechowa ze zniesionej gminy Puck w tymże powiecie.
13 listopada 1954 (z mocą obowiązującą od 1 października 1954) gromada weszła w skład nowo utworzonego powiatu puckiego w tymże województwie, gdzie ustalono dla niej 18 członków gromadzkiej rady narodowej.
1 stycznia 1960 siedzibę gromady Połczyno przeniesiono do miasta Pucka w tymże powiecie, zachowując jednak nazwę gromada Połczyno; równocześnie do gromady Połczyno włączono obszar zniesionej gromady Swarzewo w tymże powiecie.
1 stycznia 1970 do gromady Połczyno włączono część obszaru miasta Puck (641,44 ha) oraz część obszaru miasta Władysławowo (361,77 ha) w tymże powiecie.
1 stycznia 1972 do gromady Połczyno z siedzibą w Pucku włączono tereny z obrębów Sławutowo, Rekowo i Połchowo o ogólnej powierzchni 2148,73 ha ze zniesionej gromady Połchowo w tymże powiecie.
Gromada przetrwała do końca 1972 roku, czyli do kolejnej reformy gminnej.